# Ante Miročević
Ante Miročević (Podgorica, 6 agosto 1952) è un ex calciatore jugoslavo, montenegrino dal 2006, di ruolo centrocampista.